# لاوبرين
بلدية لاوبرين (بالإسبانية: Lubrín), هي بلدية تقع في مقاطعة المرية. جنوب شرق إسبانيا. يبلغ عدد سكانها 1.670 نسمة.

## وصلات خارجية
- نسخة محفوظة 9 مارس 2005 at Archive.is (بالإسبانية)